# David Ribeiro Telles
David Manuel Godinho Ribeiro Telles GOIH (Almeirim, 11 de novembro de 1927 — Coruche, 20 de junho de 2016) foi um ganadeiro e cavaleiro tauromáquico português. Recebeu em 1991 a Medalha de Mérito Cultural.

## Biografia
David Ribeiro Telles nasceu em 11 de novembro de 1927, em Almeirim (distrito de Santarém), mas ficaria sempre ligado a terra da família paterna, Coruche.
David Ribeiro Telles cresceu numa família de agricultores com ligações tauromáquicas, sendo neto paterno de Joaquim Ribeiro Telles e filho de Manuel Ribeiro Telles, ganadeiros e coudeleiros, e neto materno do cavaleiro tauromáquico amador e também ganadeiro David Luizello Godinho.
Os primeiros ensinamentos da arte de tourear a cavalo surgiram com o seu avô David, mas também teve acesso a cavaleiros próximos da sua família, como Simão da Veiga ou Alberto Luís Lopes, considerando alias este ultimo como seu ''mestre'
A primeira apresentação pública ocorreu quando tinha apenas aos 11 anos, em Santarém, a 18 de março de 1939. 
Contudo, a apresentação oficial ao publico considerava-a feita em 1945, na Praça de Coruche. Na ocasião alternara na lide a cavalo com Alberto Luís Lopes e partilhara ainda o cartaz com o mexicano Carlos Vera e o espanhol Aguado de Castro, na lide a pé.
De assinalar também que, dando largas a sua ''aficcion'' chegou a integrar, na sua juventude, o Grupo de Forcados Amadores de Santarém.
Desde o seu debute, em 1939, até à sua alternativa, o cavaleiro contaria 125 corridas de toiros em que atuara como amador.
A alternativa e a inerente passagem a cavaleiro profissional ocorreria a 18 de maio de 1958, na Monumental do Campo Pequeno tendo como padrinho Alberto Luís Lopes. Completaram o cartel os matadores Abelardo Vergara e o ainda novilheiro Curro Romero, num evento com touros da ganadaria Manuel Coimbra. Montado no "Perdigão" lidou o toiro de alternativa de seu nome "Criminoso".

"É muito difícil ser toureiro. Não é só gostar de ser toureiro, é preciso muito trabalho para se ser toureiro, tem de haver uma entrega total."

David Ribeiro Telles
Fora de Portugal, atuou em Espanha, França, Angola, Moçambique e Macau.
Em Espanha debutou na Monumental de Las Ventas, Madrid, a 15 de maio de 1960.
Lidador de estilo clássico, colocava grande seriedade nas suas lides, exibindo um purismo na execução das sortes de que nunca abdicou.
A carreira longa e a sua ligação as novas gerações de artistas - que o apelidarão a si de "Mestre David" e a sua "Herdade da Torrinha" a "universidade" do toureio a cavalo - convertê-lo-ia numa figura incontornável desta arte. 
Em 2010 a RTP apresentou um documentário sobre a vida do cavaleiro denominado "Mestre David Ribeiro Teles", de autoria de Maria João Gama.
"Mestre David" era pai de João Telles, António Telles, cavaleiros de alternativa como ele, e de Manuel Telles, que chegou a ser cavaleiro praticante. Foi ainda avô de Manuel Telles Bastos, de João Telles Jr., Tristao Ribeiro Telles e Antonio Telles, Filho, todos também cavaleiros profissionais. Foi ainda avô do bandarilheiro de alternativa António Telles Bastos.
Para além dos seus dois filhos, Joao (1980) e António (1983) Telles, bem como o seu neto mais velho, Manuel Telles Bastos (2006), foi padrinho de alternativa de vários cavaleiros, entre os quais Luís Miguel da Veiga (1966) e João Moura (1978).
A par de cavaleiro, também foi ganadeiro. Dirigiu os destinos de duas ganadarias consagradas com procedências e antiguidades distintas, a "Ribeiro Telles", herdada da família paterna, e a que fundou com a divisa de "Vale Sorraia"
David Ribeiro Telles faleceu em 20 de junho de 2016, com 88 anos, na Herdade da Torrinha, em Coruche (distrito de Santarém).

## Distinções
- David Ribeiro Teles recebeu o Prémio Bordalo (1969), ou Prémio da Imprensa, como "Cavaleiro" da categoria "Tauromaquia", tendo a Casa da Imprensa em 1970 que também distinguido nesta categoria, a título póstumo, o novilheiro Ricardo Chibanga e o Grupo de Forcados Amadores de Lisboa, de Nuno Salvação Barreto.[12]
- Em 1991 David Manuel Godinho Ribeiro Telles recebeu do Ministério da Cultura a Medalha de Mérito Cultural[1][3][13]
- Em 1999 foi feito Grande-Oficial da Ordem do Infante D. Henrique, a 3 de Maio[14]